# Kopalnia Węgla Kamiennego David
Kopalnia Węgla Kamiennego David (Tytus, Davidgrub) – zlikwidowana kopalnia węgla kamiennego w Wałbrzychu na Konradowie przy ulicy Kopalnianej, od 1907 roku połączona i eksploatowana z kopalnią „Fuchs”.

## Opis i historia
Początkowo kopalnia była własnością młynarza Demutha, a jej oficjalne nadanie pod nazwą „David” nastąpiło 9 grudnia 1789. Od 1840 należała do radcy Treutlera, później przeszła na własność gwarectwa.
Główne pole górnicze tej kopalni – Otylia, znajdowało się pod Masywem Chełmca, w obrębie wałbrzyskiej dzielnicy Konradów. W roku 1868 została powiększona i eksploatowano ją razem z kopalniami i polami górniczymi: Emilie Anna, Erwünschte Zukunft i Reinhold. W 1907 roku kopalnia została wykupiona przez gwarectwo „Fuchs” i od tej pory była użytkowana razem z kopalnią „Fuchs”, zaś od 1920 r. obie kopalnie przeszły na własność firmy Kokswerke und Chemische Fabriken A.G. W 1950 roku nazwę kopalni „David”, która stanowiła część kopalni „Thorez”, została zmieniona na „Tytus”.
Była to kopalnia o bardzo skomplikowanejej budowie, ponieważ złoża rejonu Dawid udostępniano aż trzema metodami. Za pomocą sztolni, szybów i pochylni, nazywanych w terminologii niemieckiej "szybami pochyłymi". Głównym szybem wydobywczym kopalni był bardzo nowoczesny jak na owe czasy szyb Tytus, zaś w centralnej części kopalni znajdowała się sztolnia Gustav. Ponadto istniały jeszcze dwie upadowe, jedna miała charakter typowo wentylacyjny, natomiast druga zdecydowanie wydobywczy. Świadczyć o tym może ogromna hałda przed wylotem, która znajduje się około 1,5 km na północ od szczytu Chełmca. Do tego dochodziło jeszcze wiele pomniejszych szybików czy sztolni o charakterze wydobywczym, wentylacyjnym lub odwadniającym. Produkcja zakładu wynosiła odpowiednio: w 1840 r. – 16 tys. t, w 1858 r. – 3 tys. t, w 1912 r. – 165 293 t.

## Istniejące obiekty kopalni

### Upadowa Dawid
Upadowa powstała wiele lat po zamknięciu samej kopalni, w wyniku budowy stacji odwadniającej dla kopalni Thorez. Z poziomu doliny strumienia pomiędzy górami Długa i Chełmiec bito stromą upadową do starych wyrobisk kopalni Dawid na poziomie +508, gdzie zainstalowano potężne pompy tłoczące i wypompowywano wodę do strumienia na powierzchni.

### Sztolnia Gustav
Główna sztolnia wydobywcza kopalni, położona jej centralnej części, w polu górniczym Otylia. Przed wylotem sztolni, który znajduje się około 1 km na północny wschód od szczytu Chełmca, wyrosła potężna hałda. Była ona połączona z zabudowaniami szybu „Tytus” podziemną kolejką wąskotorową, nie bezpośrednio, ale zaraz obok wylotu sztolni znajdował się wjazd do tunelu kolejowego, następnie niewysokim nasypem, który doskonale zachował się do dzisiaj, aż do budynków szybu, gdzie znajdował się dworzec kolejowy Biały Kamień (niem. Bahnhof Conradsthal). Obecnie sztolnia gustav jest miejscem gniazdowania nietoperzy: Mopek, Nocek łydkowłosy, Nocek duży.

### Zespół szybu Tytus
Szyb Tytus zlokalizowany jest w dzielnicy Wałbrzycha – Konradowie, stanowiąc dominantę architektoniczną okolicy. W bezpośrednim sąsiedztwie szybu przebiega starotorze pierwszej na Śląsku zelektryfikowanej linii kolejowej nr 291 Szczawienko – Mezimesti.
Smukłą wieżę szybu Tytus wzniesiono w 1924 r. Jako pierwsza w dolnośląskim zagłębiu węglowym posiadała prekursorskie rozwiązania techniczne: ustrój nośny wykonany w szkieletowej konstrukcji żelbetowej z wypełnieniem ceglanym, w stylu architektonicznym tej budowli kontynuowano historyzm, motywy wywodzące się z klasycyzmu zostały jednak mocno uproszczone zgodnie z zasadami modernizmu, zaś elektryczną maszyną wyciągową z kołem ciernym typu Koepe (odmienne niż bębnowe, stosowane w starszych maszynowniach), umieszczoną w głowicy wieży nadwieszonej nad trzonem.
Tytus był szybem dwuprzedziałowym, urządzenia wyciągowe stanowiły dwie kładki. Do dziś w wieży zachowała się stalowa nitowana kratownica wyciągu szybowego. W wieży, nakrytej żelbetowym stropodachem, znajduje się żelbetowa klatka schodowa.Pod koniec lat 60. XX w. szyb Tytus został wyłączony z eksploatacji i zaślepiony, a urządzenia techniczne zlikwidowano. Elektryczna maszyna wyciągowa, wyprodukowana w hucie Donnersmarck w Zabrzu w 1924 r., została przeniesiona do maszynowni szybu Teresa w Wałbrzychu – Rusinowej. Od tego czasu wieża szybowa nie jest użytkowana. W 1980 r. rozebrano sortownię węgla i estakadę łączącą ją z nadszybiem.
W pobliżu szybu Tytus znajdują się gabarytowo duże budynki dawnej znaczkowni, łaźni i lampowni, oraz budynek byłej kuźni i stajni kopalnianej przekształconych na budynki mieszkalne (Kopalniana 2A i Kopalniana 4-4A). Architektura obiektów łaźni i lampowni ma elementy secesji adaptowanych w duchu modernizmu, są one wymurowane z cegły i tynkowane, nakryte stropami żelbetowymi na żelbetowych podciągach. Wnętrze łaźni pokryto okładziną ceramiczną